# Jaromír Štětina
Jaromír Štětina (ur. 6 kwietnia 1943 w Pradze, zm. 17 kwietnia 2025) – czeski dziennikarz, pisarz, korespondent wojenny, a także polityk, parlamentarzysta krajowy, poseł do Parlamentu Europejskiego VIII kadencji.

## Życiorys
Ukończył w 1967 studia inżynierskie w Wyższej Szkole Ekonomicznej w Pradze. Podjął pracę jako dziennikarz pisma „Mladá fronta Dnes”, wstąpił też do Komunistycznej Partii Czechosłowacji. Z partii i redakcji został usunięty wkrótce po interwencji wojskowej w 1968. Pracował następnie jako robotnik, ukończył zaocznie geologię na Uniwersytecie Karola w Pradze (1978). Zajął się organizowaniem wyjazdów naukowych i turystycznych na Syberię i do Azji. Po przemianach politycznych powrócił do dziennikarstwa, dołączając do redakcji dziennika „Lidové noviny”. Był moskiewskim korespondentem tej gazety (1990–1992) i jej redaktorem naczelnym (1993–1994). Od 1994 do 1995 współpracował z Czeską Telewizją. Specjalizował się w relacjonowaniu konfliktów wojskowych na terenie dawnego ZSRR. Był też współtwórcą agencji prasowej, prowadził firmę usługową, w 1999 współtworzył fundację charytatywną. Jest autorem kilku książek reporterskich, a także filmów dokumentalnych.
W 2004 jako bezpartyjny kandydat z poparciem Partii Zielonych został wybrany do Senatu Republiki Czeskiej. W 2010 z ramienia partii TOP 09 z powodzeniem ubiegał się o reelekcję. W 2014 z listy koalicji TOP 09 i STAN został wybrany do PE VIII kadencji; mandat sprawował do 2019.